# 三和交通 (神奈川県)

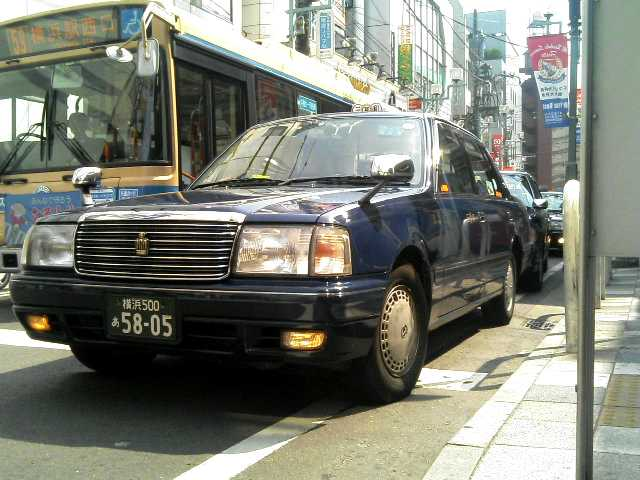
三和交通のタクシー（クラウンセダン）

三和交通株式会社（さんわこうつう）は、神奈川県横浜市港北区に本社を置き、神奈川県・東京都・埼玉県でタクシー・ハイヤー事業を行う日本の企業である。

## 概要
1965年（昭和40年）11月20日に設立。
2004年（平成16年）にISO 9001認証を取得したが、後に次のステップに踏み出すためとしてISO認証を返上した。その後、第3回目のハイサービス日本300選を受賞した。2005年（平成17年）には日本交通と業務提携し、都内特別区・武蔵野・三鷹地区（特別区・武三交通圏）の車体塗装や配車用無線システムなどを日本交通仕様に統一した。
覆面調査によるモニターの実施、運転手による自己紹介の実施、接客サービスコンクールの開催など、独自の企画やサービスなどにより「地域で一番やさしいタクシーを目指す」を標榜している。ららぽーと横浜、トレッサ横浜にタクシー専用乗場を有する。
2007年（平成19年）に社長に就任した吉川永一は、「売り方しだいで成熟産業のタクシー業界もなんとかなる」との思いから、各種の「業界初」のサービスを手がけてきた。それらの取り組みによる知名度の向上もあり、それまでは新卒者向け会社説明会に来る学生で当社の名を知っているものはほとんどいなかったが、2015年度（平成27年度）の説明会では半分以上の学生が知っていたという。また、新卒採用も順調に進み、2017年（平成29年）時点における乗務員の平均年齢は51歳になった。これは業界平均を大きく下回っている。2019年からはTikTokチャンネルを開設し、ダンスやコラボ動画などを発信、若い人の入社が増えたことで乗務員の平均年齢は更に下がり、2024年時点で40代になっている。

## グループ・事業所

### グループ会社
- 三和交通株式会社統轄本部：横浜市西区桜木町5-24-5 サンワビル3F
- 三和交通神奈川株式会社：横浜市神奈川区菅田町1713-3（三和交通株式会社 研修センター内）
- 三和交通多摩株式会社：東京都府中市矢崎町2-23-1
- 三和富士交通株式会社：埼玉県入間郡三芳町上富1077-1
- 三和オートガス株式会社：横浜市港北区鳥山町523-4
- 三和富士オートガス株式会社：埼玉県新座市馬場1-13-6

### 営業所・配車地域
- 三和交通株式会社
  - 本社事業所・横浜 横浜市港北区鳥山町480
    - 配車地域：横浜市港北区・都筑区・鶴見区・緑区・神奈川区・西区・旭区

  - 東京営業所（日本交通提携[注釈 3]）東京都板橋区赤塚新町3-8-22
    - 23区・武蔵野市・三鷹市
    - 上記の三和交通独自の各種サービスは日本交通との提携の関係上東京営業所では非対応。
    - 東京都荒川区南千住にある国際自動車提携[注釈 4]の同名事業者は別事業者である。

  - 八王子営業所 東京都八王子市元本郷町3-6-5
    - 配車地域：八王子市

  - 整備工場（AYR GARAGE） 横浜市鶴見区駒岡5-2-10[注釈 5]
- 三和交通神奈川株式会社
  - 本社事業所 横浜市神奈川区菅田町1713-3（三和交通株式会社 研修センター内）
  - 横浜駅前営業所・横浜市西区岡野2-15-18
    - 配車地域：横浜市港北区・都筑区・鶴見区・緑区・神奈川区・西区・旭区（三和交通本社事業所と共同）
- 三和交通多摩株式会社
  - 本社事業所・府中 東京都府中市矢崎町2-23-1
    - 配車地域：府中市・国分寺市・小金井市・国立市・調布市

  - 小平営業所 東京都小平市花小金井南町2-7-18
    - 配車地域：小平市・西東京市・東久留米市・小金井市
- 三和富士交通株式会社・埼玉営業所 埼玉県入間郡三芳町上富1077-1
  - 配車地域：和光市・朝霞市・志木市・新座市・富士見市・ふじみ野市・入間郡三芳町

## 各種サービス

### タートルタクシー
2013年（平成25年）12月より、世界初の「ゆっくり走るタクシー」タートルタクシーを運用している。これは、車内に設置された「ゆっくりボタン」を乗客が押すと、運転手がゆっくり丁寧に走らせるというサービスである。高齢者や妊婦に好評で、海外でも話題になった。2016年（平成28年）には神奈川県および東京都で運行する570台がタートルタクシー対応車両となっている。このタートルタクシーは当初、カンヌ広告祭での入賞を狙って開始されたプロジェクトであった。カンヌ広告祭での入賞はかなわなかったが、2014年度グッドデザイン賞においてグッドデザイン・未来づくりデザイン賞を、第二回「広告業界の若手が選ぶ、コミュニケーション大賞」優秀賞をそれぞれ受賞した。また、低速走行により、2％ほどの燃費の改善も見られたという。

### AED搭載
2008年（平成20年）3月には、若手職員の提案をきっかけとして、一部の車両にAEDの搭載を始めた。

### 車内販売
タクシー車内において、2015年（平成27年）からはミネラルウォーターの、2016年（平成28年）5月からはマスクおよび折り畳み傘の販売をそれぞれ行っている。

### 三和交通スペシャル企画
三和交通スペシャル企画と銘打って各種ツアー、イベントなどを提供している。主なものは以下のとおりである。

#### 心霊スポット巡礼ツアー
2015年（平成27年）7月から9月まで、業界初の夏季限定「心霊スポット巡礼ツアー」（心霊タクシー）を開催した。新横浜駅を出発し、新横浜駅周辺の複数の心霊スポットを乗務員の解説付きで巡回する企画であった。2016年（平成28年）7月から9月までは、多摩および東京にも範囲を拡大し、「元祖心霊スポット巡礼ツアー横浜」「本家心霊スポット巡礼ツアー多魔」および「東京怪談名所ツアー」の3つのツアーを提供している。

#### タクシー流鏑馬
2016年（平成28年）2月27日および28日に、横浜みなとみらいにおいて、流鏑馬の要領で、乗客がタクシーに乗車し、タクシーの後部座席窓から玩具のボウガンで的当てを行うというイベントを開催した。

### 忍者でタクシー・SP風TAXI
2018年（平成30年）6月11日より始まったサービス。忍者やSPの扮装をしたドライバーが運転する。指定料金として1000円かかる。。

### タクシーでレースに参戦
2018年（平成30年）夏から2019年（令和元年）秋にかけて、富士スピードウェイにて開催される低燃費車による耐久レース『エコカーカップ』に、日産・ノートe-Powerやトヨタ・シエンタハイブリッドの営業車で参戦した。レース中は実際にメーターを作動させ、金額がどうなるのかも実験していた。なお、富士スピードウェイで開催されるレースでは初めてタクシーでの参戦だったとのこと。レース後は期間限定にて、レース参戦仕様の装飾のまま運行していた。

### 防犯衛生シールド
L字型にすることで乗務員の横と後方からの飛沫を遮断する防犯板「防犯衛生シールド（防衛シールド）」を開発。2020年（令和2年）10月13日日の発売時点ではジャパンタクシー用のみであったが、2021年（令和3年）2月5日にはクラウンセダン（スーパーデラックス）用が、2022年（令和4年）10月24日にはコンフォート用も発売された。いずれも受注販売となっている。また、提携先の日本交通においても採用されている。

### SNSによる広報活動
採用活動の一環として若年者への訴求を狙って、2013年より各種SNSでの発信を始めた。TikTok、Youtube、X (twitter)など多岐にわたる。
2020年、公式TikTokの動画が「タクシー会社っぽくない」と話題になる。タクシーはほとんど出てこずおじさん社員（同社取締役）が全力で踊る、といった内容で、2019年2月から始めたもの。2020年10月11日放送のテレビ朝日「ナニコレ珍百景」でも取り上げられ、「珍百景」登録された。